# Distrikt Chimbote
Der Distrikt Chimbote ist einer von 9 Distrikten der Provinz Santa und liegt in der Region Ancash in Peru.
Der Distrikt Chimbote wurde am 6. Dezember 1906 gegründet. Am 27. Mai 1994 wurde der südliche Teil des Distriktes herausgelöst und bildet seither den Distrikt Nuevo Chimbote. Der Distrikt Chimbote hatte beim Zensus 2017 206.213 Einwohner, 10 Jahre zuvor lag die Einwohnerzahl bei 215.817. Verwaltungssitz ist die Provinzhauptstadt Chimbote.
Der 1467 km² große Distrikt liegt im Nordwesten der Provinz Santa. Er reicht vom Meer bis zu den Ausläufern der Anden. Seine Längsausdehnung in WSW-ONO-Richtung beträgt etwa 58 km, die maximale Breite 38 km. Im Nordwesten grenzt der Distrikt Chimbote an die Distrikte Coishco und Santa. Im Norden bildet der Fluss Río Santa die Grenze zur weiter nördlich gelegenen Provinz Virú (Region La Libertad). Im Osten grenzt der Distrikt Chimbote an die Distrikte Macate und Caceres del Perú, im Süden an die Distrikte Nepeña und Nuevo Chimbote. Ein Großteil der Distriktfläche liegt in der wüstenhaften, ariden Küstenebene Nordwest-Perus sowie der sich anschließenden kargen Hügellandschaft. Im Tiefland wird bewässerte Landwirtschaft betrieben. Die meisten Menschen leben an der Küste im Ballungsraum der Stadt Chimbote.